# Be'eri
Be'eri (em hebraico: בְּאֵרִי ) é um kibutz no sul de Israel. Localizado no noroeste do deserto de Negev, perto da fronteira leste com a Faixa de Gaza, está sob a jurisdição do Conselho Regional de Eshkol. Em 2022 tinha uma população de 1,071.

## História

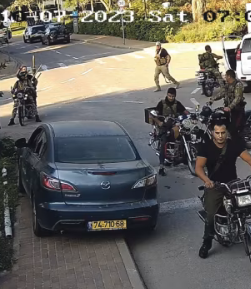
Homens armados do Hamas se infiltrando no kibutz em 7 de outubro de 2023

O Kibutz Be'eri foi estabelecido em 6 de outubro de 1946. Ele estava localizado perto de Wadi Nahabir, alguns quilômetros ao sul de Be'erot Yitzhak. Seus fundadores eram membros do movimento HaNoar HaOved VeHaLomed, que estavam se preparando em Maoz Haim, bem como alguns escoteiros hebreus e um grupo de judeus iraquianos que sobreviveram ao Farhud e caminharam pelo deserto até a Mandato Britânico da Palestina em 1947. Foi nomeado em homenagem a Berl Katznelson, já que Be'eri (Beeri) (um nome bíblico) era seu pseudônimo.
Em 1947, Be'eri tinha uma população de mais de 150 habitantes. Os primeiros colonos dedicaram-se à recuperação de terras e à plantação de árvores.
Após a independência de Israel, o kibutz mudou-se três quilômetros para sudeste, até sua localização atual. É considerado um dos kibutzim mais ricos de Israel. Durante a Segunda Intifada, o kibutz sofreu ataques de foguetes Qassam e combates perto da barreira Israel-Gaza, a oito quilômetros de distância.

### Massacre de Be'eri
Em 7 de outubro de 2023, militantes do Hamas infiltraram-se no kibutz, fizeram um número desconhecido de reféns e mataram mais de 100 pessoas nos seus ataques coordenados em Israel que deram início à guerra de Gaza. Os familiares de alguns dos mortos exigiram uma investigação sobre as potenciais mortes de alguns destes reféns devido a fogo amigo, incluindo um incidente em que um tanque israelita disparou contra uma casa cheia de reféns. Um dos reféns sequestrados em Be'eri foi morto pelo Hamas, juntamente com outros cinco reféns israelenses, após 330 dias de cativeiro.
Após o massacre, a população do kibutz foi evacuada. Em dezembro de 2024, cerca de 200 moradores retornaram a Be'eri, enquanto centenas viviam em outras partes de Israel, incluindo muitos no kibutz Hatzerim. Espera-se que o kibutz seja totalmente reconstruído até agosto de 2026.

## Economia
A principal fonte de renda é a gráfica Be'eri, que tem um faturamento anual de centenas de milhões de shekels. A empresa expandiu para impressão de embalagens, álbuns de fotos on-line e material de marketing profissional para pequenas empresas.
O kibutz também integra o cultivo de jojoba e comercializa para a indústria de cosméticos.

## Pontos de interesse

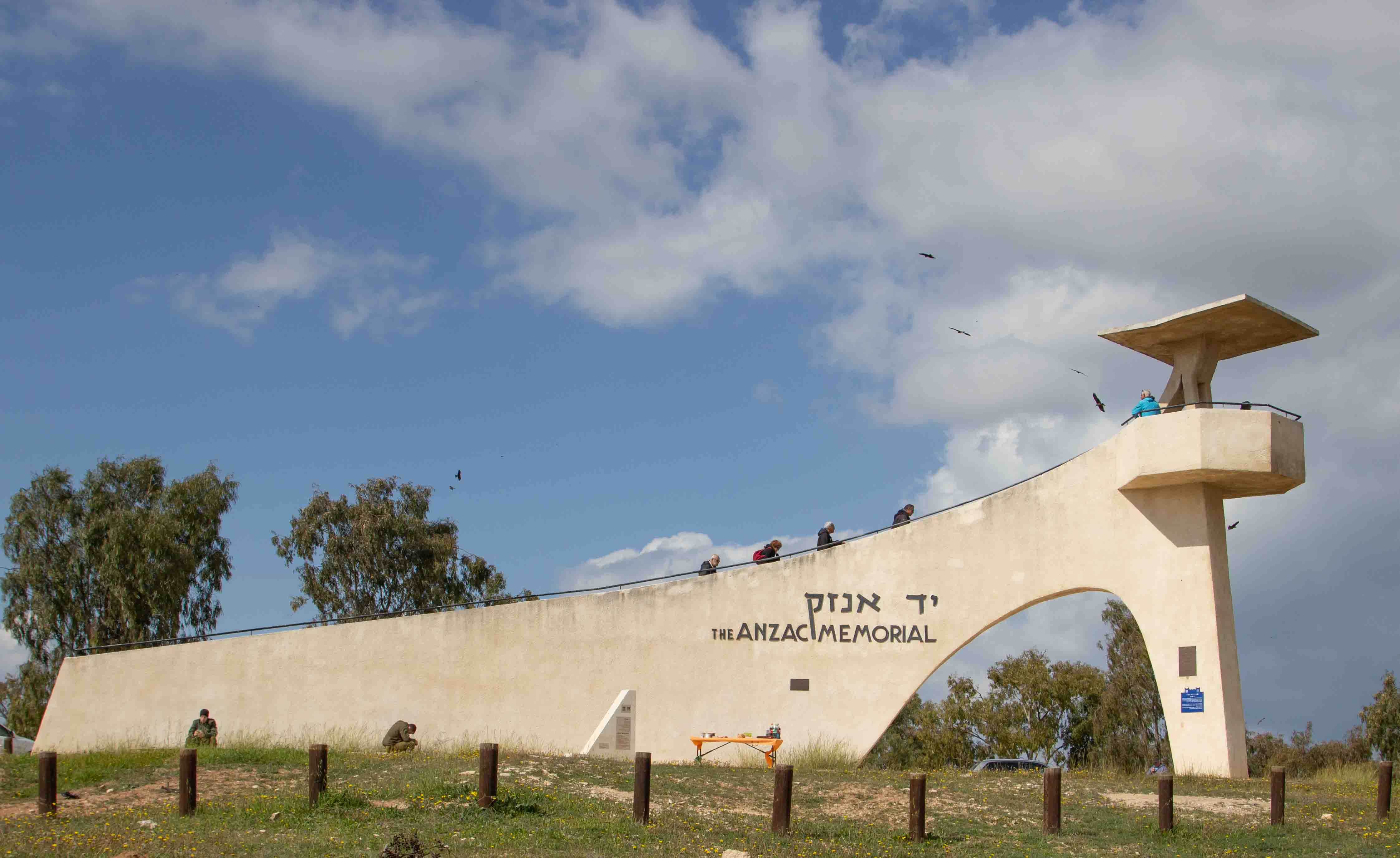
Memorial ANZAC

Cerca de quatro quilômetros ao norte fica o Monumento ANZAC, em memória dos soldados ANZAC que morreram na Terceira Batalha de Gaza na Primeira Guerra Mundial.